# Antycasanova
Antycasanova (tytuł oryginalny Anticasanova / Антиказанова) – jugosłowiański film komediowy z 1985 roku w reżyserii Vladimira Tadeja.

## Obsada
- Elisa Tebith jako Maja
- David Blustone jako Mirko
- Milena Dravić jako Asja
- Ljubiša Samardžić jako Stipe
- Relja Bašić jako szef Mirka
- Brigid O'Hara jako Ingrid
- Semka Sokolović-Bertok jako sąsiadka
- Mia Oremović jako starsza sąsiadka
- Mate Ergović jako sąsiad w windzie
- Josip Bobi Marotti jako bezdomny
- Zdenko Jelčić jako kelner
- Nada Abrus
- Mia Begović
- Rene Bitorajac
- Ivo Kristof
- Dursley McLinden
- Predrag Petrović
- Zoran Pokupec
- Matko Raguz